# Третья Песнь о Гудрун
«Третья Песнь о Гудрун» (исл. Guðrúnarkviða III) — одно из сказаний древнескандинавского «Королевского кодекса», входящее в состав «Старшей Эдды». Его причисляют к «песням о героях». В центре повествования нехарактерная для героической поэзии тема — происки любовницы против добродетельной жены. Служанка Херкья рассказала конунгу Атли, что его жена Гудрун разделила ложе с Тьодреком. Гудрун опровергла клевету, пройдя испытание: она достала драгоценные камни со дна котла с кипящей водой. Крека, пытаясь сделать то же самое, обварила руки, и её увели на болото.
«Третья Песнь о Гудрун» — единственное сказание в составе «Старшей Эдды», где появляются Тьодрек (король остготов Теодорих Великий) и Херкья (Крека/Керка, жена вождя гуннов Аттилы). Исследователи относят это сказание к наиболее поздним в сборнике.